# Селим (Карс)
Селим (тур. Selim) — город, центр одноимённого района (тур. ilçe), в провинции Карс (Турция) в 31 км от к юго-западу от административного центра провинции. Самостоятельным муниципалитетом стал в 1957 году. На 2010 год численность населения района оценивалось 24627 человек, из которых 4781 человек проживали в городе. Население города по оценке 2020 года составляет 5563 человека. Мэр — Кошкун Алтун (Партия справедливости и развития).
Население ильче Селим занято преимущественно в сфере животноводства.